# L'Art et les Artistes
L'Art et les Artistes est une revue française d’histoire de l'art, fondée en 1905 et disparue en 1939. 

## Histoire de la revue
L'Art et les Artistes est lancée par Armand Dayot, en avril 1905 à Paris, au 106 rue Richard-Lenoir, au prix de 1,50 franc, sous-titrée jusqu'en avril 1906, « revue mensuelle d’art ancien et moderne », puis jusqu'en 1919, « revue mensuelle d'art ancien et moderne des deux mondes », et enfin à partir de 1920, « art ancien, art moderne, art décoratif ; revue d'art de France et de l'étranger ».
Chaque livraison comprend en moyenne 48 pages noir et blanc sur papier glacé, dont une ou deux images en quadrichromie, sans compter les pages de publicité. Le procédé d'impression, très soigné, est l'héliogravure. Le premier numéro comprend une lithographie originale d'Auguste Rodin.
Dans sa première livraison, Dayot explique : « Pour vivre et prospérer en intéressant un grand public, une Revue d’art doit être à la fois un moyen récréatif de vulgarisation, une sorte d’instrument d’enseignement agréable et facile et un recueil de belles images ».
Cette revue va proposer dans chaque libraison des « épreuves d'art » : ces estampes portent le monogramme « AA ». Ce sont soit des lithographies, des gravures sur bois ou des eaux-fortes. Parmi les graveurs convoqués, citons Jacques Beltrand, Eugène Dété, Pierre Gusman, Pierre Georges Jeanniot, Auguste Lepère.
La première série mensuelle courre jusqu'en août 1914. L'adresse durant cette période passe au 16 rue Saint-Joseph, puis au 23 quai Voltaire. Le motif qui devient récurrent sur la couverture est une victoire ailée gravée par Pierre-Eugène Vibert.
La deuxième série coïncide avec la Première Guerre mondiale, elle lance des numéros spéciaux uniquement centrés sur le conflit, au rythme de 5 à 6 numéros par an : villes et régions envahies, dossier sur les pays alliés, et la vie sur le front. Y sont publiées des reproductions photographiques des monuments détruits du fait de la guerre et en même temps, leur état, avant le conflit. En 1918, la revue produit un numéro spécial intitulé « La guerre par Steinlen ».
Une troisième série est lancée à un rythme mensuelle en avril 1919 et cesse en janvier 1920. Puis la revue ne paraît plus durant neuf mois.
La quatrième série démarre en octobre 1920 et va, sans discontinuité, jusqu'en juillet-août 1939, cessant définitivement de paraître après cette date, au rythme de 10 numéros par an. Elle se forme en une société anonyme au capital de 400 000 francs.
Il existe de nombreux numéros spéciaux, au rythme de deux livraisons par an : par exemple sur Auguste Rodin (1914), les arts anciens de Russie (juin 1917), Bernard Naudin (février 1919), Jean-Louis Forain (novembre 1921), Claude Monet (février 1922), le Maroc artistique (octobre 1922), Napoléon (mars 1923), Albert Besnard (mars 1924), Paul Jouve (novembre 1924), Daniel Zuloaga (mars 1925),  Paul Gauguin (novembre 1925), Toulouse-Lautrec (février 1927), Gustave Courbet (octobre 1927), Pissarro (février 1928), Degas (février 1935), Daumier (novembre 1938). 
Magdeleine Dayot (1885-1956), fille d'Armand, reprend en 1934 la direction de L’Art et les Artistes après la mort de son père, avec Michel Florisoone, comme secrétaire de rédaction. Le déclenchement de la Seconde Guerre mondiale porte un coup fatal à cette revue d’art. 
Le comité de rédaction comprend Léonce Bénédite, Daniel Baud-Bovy, Gustave Geffroy, Adolphe Thalasso. Les critiques d'art réguliers sont Gabriel Mourey, William Ritter qui correspond avec la revue depuis Leipzig jusqu'en juillet 1914. On trouve également des articles de Noël Clément-Janin, Gustave Coquiot, Camille Mauclair, Léon Rosenthal, Léandre Vaillat… Charles-Emmanuel Curinier en fut l'un des directeurs adjoint.
En juin 1939, la revue, présentée par Georges Huisman, possède un stand à New York, lors de l'exposition internationale.
Abondamment illustrée, cette revue est très utile aux historiens d'art et aux historiographes, car elle permet de visualiser des œuvres non localisées, et qui ne sont pas nécessairement dans des collections publiques.

## Galerie d'illustrations

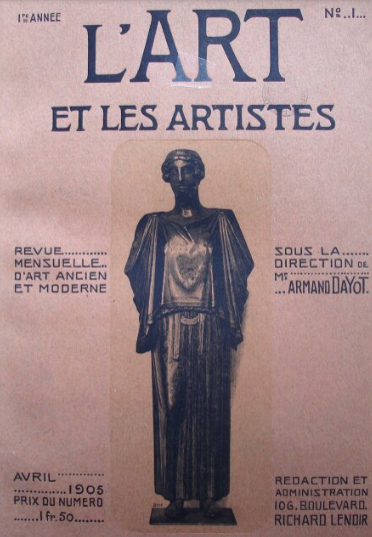
Couverture du no 1 (avril 1905)
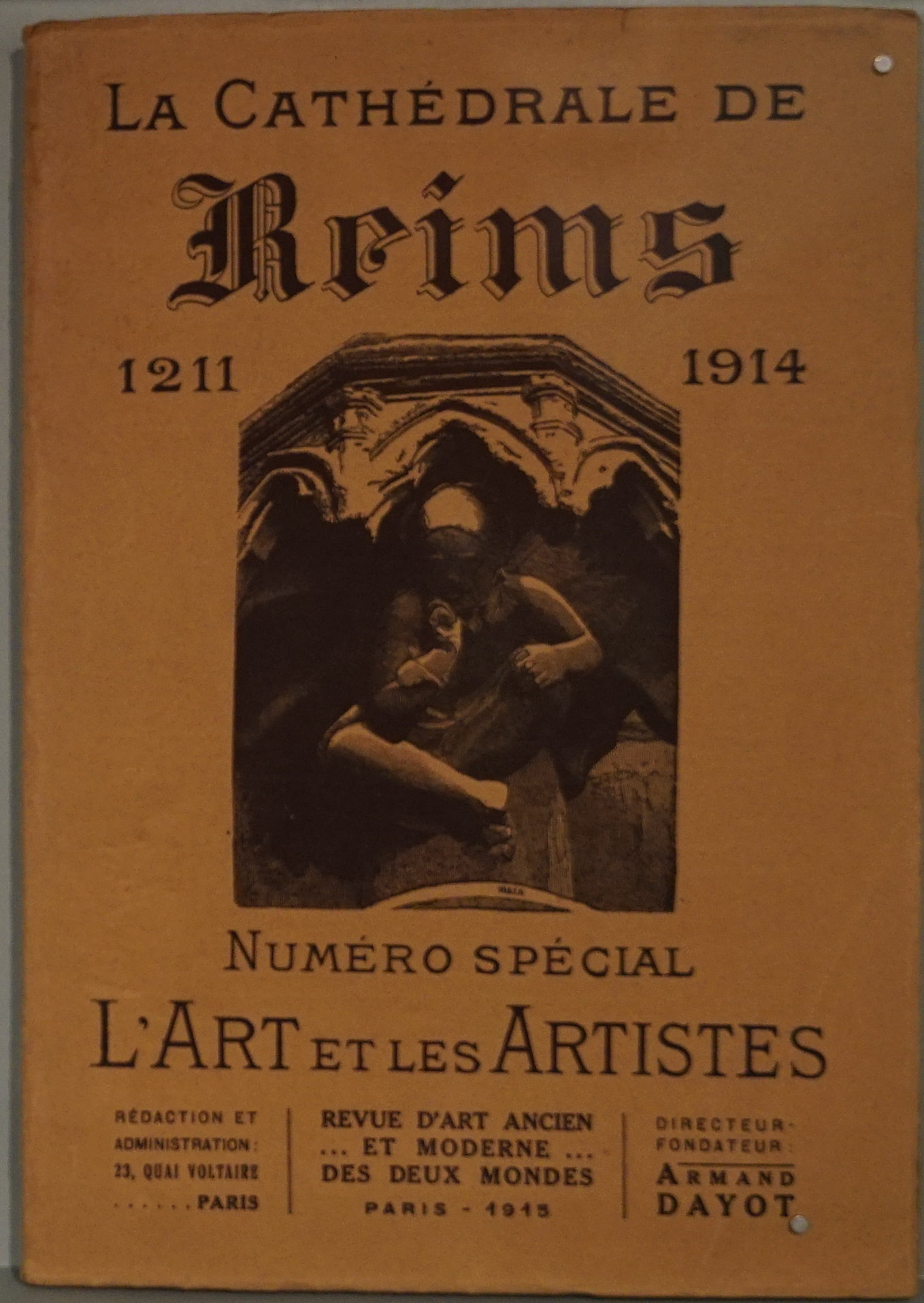
S'impliquant dans les dégâts de guerre, Reims en 1915 (couverture).
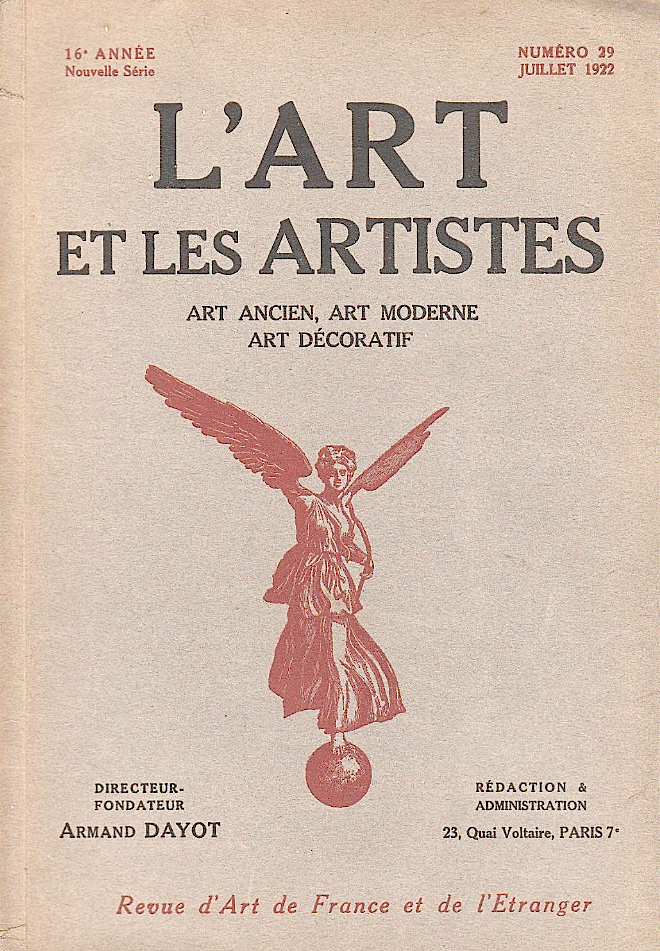
Livraison de juillet 1922 (couverture).